# Třída Independence (2008)
Třída Independence je třída válečných lodí Námořnictva Spojených států amerických kategorie Littoral Combat Ship. První dvě jednotky této třídy Independence a Coronado byly postaveny za účelem účasti na porovnávacích zkouškách s konkurenčním designem třídy Freedom společnosti Lockheed Martin. Oproti původním předpokladům byla nakonec objednána série plavidel obou konstrukcí. Celkem byla objednána stavba 19 jednotek této třídy. Prototypová jednotka Independence byla do služby přijata roku 2010. Do konce roku 2019 bylo zařazeno prvních devět plavidel.
Z hlediska námořnictva jsou problematická obě prototypová plavidla Independence a Coronado, jejichž konstrukce nebyla vyzrálá a oproti pozdějším plavidlům své třídy mají odlišnou konfiguraci. Námořnictvo obě plavidla od roku 2016 vede jako cvičná experimentální, přičemž v únoru 2020 byl zveřejněn záměr obě plavidla zcela vyřadit, neboť celkový upgrade na úroveň novějších plavidel by byl nerentabilní. Stejná je situace u prvního páru plavidel třídy Freedom. Independence a Coronado budou vyřazeny v březnu 2021.

## Stavba
Plavidla byla vyvinuta společnostmi General Dynamics a Austal na základě poptávky amerického námořnictva po zcela nové kategorii válečných plavidel určených k pobřežnímu boji (Littorial Combat Ships) v různých rolích, pro které by lodě bylo možné rychle upravit výměnou speciálního modulárního vybavení. Pro třídu Independence byla zvolena koncepce trimaranu vycházející z rychlého trajektu Benchijigua Express postaveného loděnicí Austal. Stavba prototypové jednotky Independence probíhala v letech 2006–2010.
Jednotky třídy Independence:
| Jméno                           | Založení kýlu      | Spuštěna           | Vstup do služby   | Status                     |
| ------------------------------- | ------------------ | ------------------ | ----------------- | -------------------------- |
| USS Independence (LCS-2)        | 2006               | 26. dubna 2008     | 16. ledna 2010    | vyřazena 29. července 2021 |
| USS Coronado (LCS-4)            | 2009               | 14. ledna 2012     | 5. dubna 2014     | vyřazena 14. září 2022     |
| USS Jackson (LCS-6)             | 2011               | 14. prosince 2013  | 5. prosince 2015  | aktivní                    |
| USS Montgomery (LCS-8)          | 2013               | 6. srpna 2014      | 10. září 2016     | aktivní                    |
| USS Gabrielle Giffords (LCS-10) | 2014               | 25. února 2015     | 10. červen 2017   | aktivní                    |
| USS Omaha (LCS-12)              | 2015               | 20. listopadu 2015 | 3. února 2018     | aktivní                    |
| USS Manchester (LCS-14)         | 2015               | 15. května 2016    | 26. května 2018   | aktivní                    |
| USS Tulsa (LCS-16)              | 11. ledna 2016     | 15. března 2017    | 16. února 2019    | aktivní                    |
| USS Charleston (LCS-18)         | 28. června 2016    | 14. září 2017      | 2. března 2019    | aktivní                    |
| USS Cincinnati (LCS-20)         | 10. dubna 2017     | 22. května 2018    | 5. října 2019     | aktivní                    |
| USS Kansas City (LCS-22)        | 15. listopadu 2017 | 19. října 2018     | 20. června 2020   | aktivní                    |
| USS Oakland (LCS-24)            | 20. července 2018  | 21. července 2019  | 17. dubna 2021    | aktivní                    |
| USS Mobile (LCS-26)             | 14. prosince 2018  | 11. ledna 2020     | 22. května 2021   | aktivní                    |
| USS Savannah (LCS-28)           | 20. září 2019      | 3. září 2020       | 5. února 2022     | aktivní                    |
| USS Canberra (LCS-30)           | 10. března 2020    | 30. března 2021    | 22. července 2023 | aktivní                    |
| USS Santa Barbara (LCS-32)      | 27. října 2020     | 13. listopadu 2021 | 1. dubna 2023     | aktivní                    |
| USS Augusta (LCS-34)            | 30. července 2021  | 23. května 2022    | 30. září 2023     | aktivní                    |
| USS Kingsville (LCS-36)         | 23. února 2022     | 23. března 2023    | 24. srpna 2024    | aktivní                    |
| USS Pierre (LCS-38)             | 16. června 2023    | 29. května 2024    |                   | ve stavbě                  |

## Konstrukce

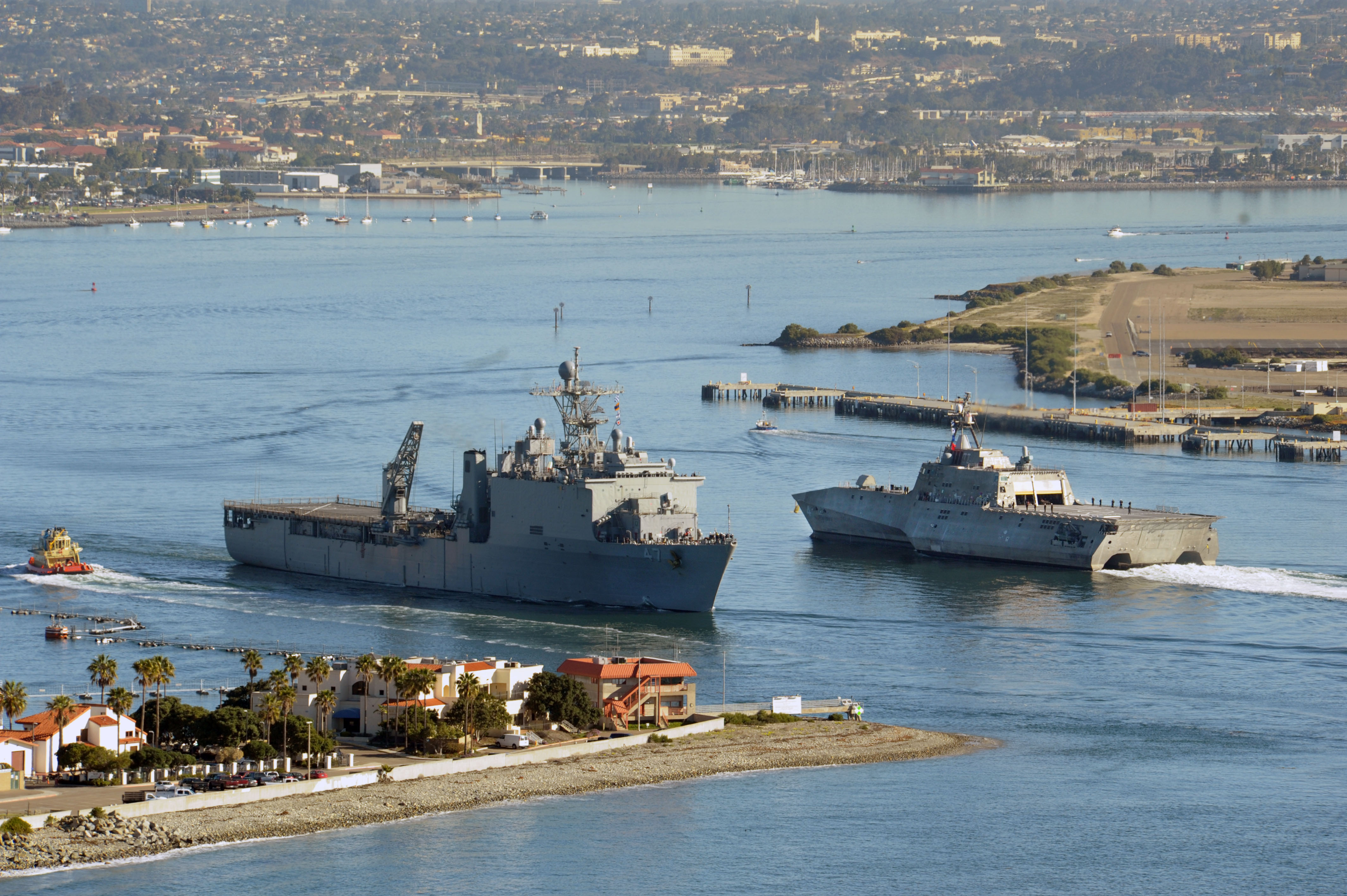
USS Rushmore a USS Coronado

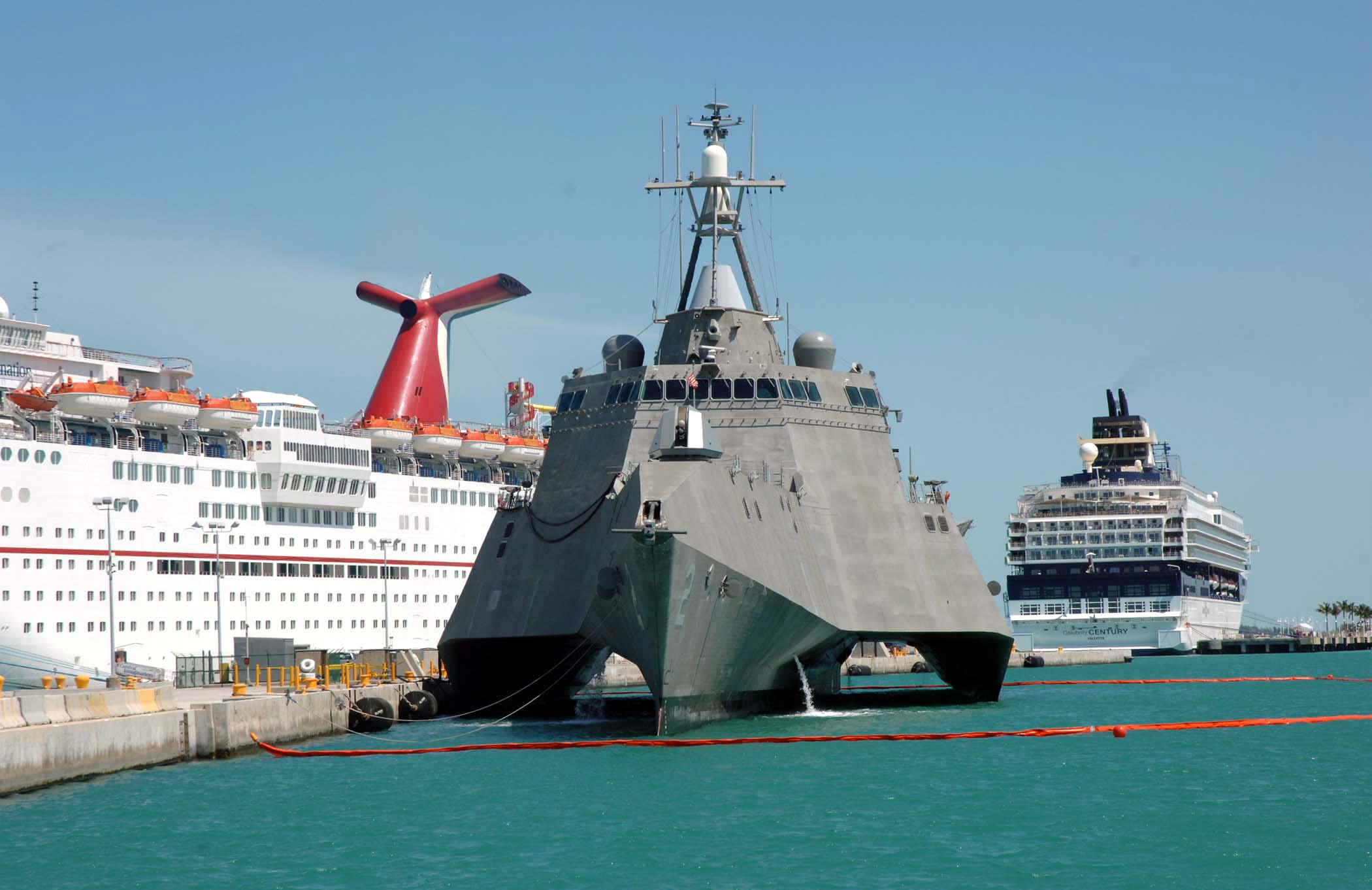
USS Independence (LCS-2)

Plavidla mají koncepci trimaranu, jehož trup i nástavby jsou vyrobeny z hliníkových slitin. Na vybraných místech jsou použity slitiny oceli. Na zádi se nachází velká přistávací paluba pro operace vrtulníků a bezpilotních prostředků (především MQ-8B Fire Scout), ze které je přístup do hangáru a prostor o velikosti 1 410 m2 pro modulové vybavení (mission bay), které je odlišné pro různé druhy misí. Posádku tvoří celkem 76 osob, z toho 36 slouží k obsluze modulového vybavení.
Plavidla mají bojový řídící systém Northrop Grumman ICMS. Elektronické vybavení tvoří 3D vyhledávací radar SAAB Sea GIRAFFE, navigační radar Sperry Marine BridgeMaster, elektro-optický senzor AN/KAX-2 (TV, FLIR), sonar s měnitelnou hloubkou ponoru Thales Captas 4249, vrhače klamných cílů SRBOC a klamné cíle Nulka.
Hlavňovou výzbroj tvoří jeden 57mm lodní kanón Mk 110 v dělové věži na přídi, dále dva 30mm automatické kanóny Mk 44 Bushmaster II a čtyři 12,7mm kulomety. K obraně proti napadení ze vzduchu slouží jeden systém blízké obrany SeaRAM nesoucí celkem jedenáct protiletadlových řízených střel RIM-116 Rolling Airframe Missile. Plavidla dále disponují dvěma čtyřnásobnými raketomety pro protilodní střely RGM-84A Harpoon a dvěma moduly obsahující po dvanácti kusech řízených střel AGM-114L Hellfire. Na zádi se nachází rozměrná přistávací plocha a hangár pro uskladnění dvou vrtulníků MH-60R/S Seahawk a vzdušných bezpilotních prostředků.
Pohonný systém tvoří dvě plynové turbíny General Electric LM2500 a dva diesely MTU 20V 8000 M90, pohánějící čtyři vodní trysky Wärtsilä. Nejvyšší rychlost dosahuje 40 uzlů. Dosah je 4300 námořních mil při rychlosti 18 uzlů.